# Каштяк, Камил
Камил Каштяк (чеш. Kamil Kašťák; род. 8 мая 1966, Мост, Северочешский край) — чехословацкий и чешский хоккеист, нападающий. Бронзовый призёр Олимпийских игр 1992 года. Сейчас — тренер юниоров ХК «Мост».

## Биография
Камил Каштяк начинал свою карьеру в клубе «Литвинов», который выступал в чемпионате Чехословакии. В 1992 году он в составе сборной Чехословакии стал бронзовым призёром Олимпийских игр и чемпионата мира. После этого играл в Швеции и Финляндии, после чего вернулся домой и играл в чешской Экстралиге. Закончил карьеру после окончания сезона 1999/2000, который провёл в ХК «Мост», во второй чешской лиге.
После окончания карьеры стал тренером. Помог клубу своего родного города «Мост» в 2007 году выйти в чешскую первую лигу.

## Достижения
- Бронзовый призёр Олимпийских игр 1992 и чемпионата мира 1992 в составе сборной Чехословакии
- Бронзовый призёр чемпионата мира 1993 в составе сборной Чехии
- Серебряный призёр чемпионата Европы среди юниоров 1984 и молодёжного чемпионата мира 1985
- Бронзовый призёр чемпионата Европы среди юниоров 1983 и молодёжного чемпионата мира 1984

## Статистика
- Чемпионат Чехии (Чехословакии) — 470 игр, 294 очка (147+147)
- Сборная Чехословакии — 51 игра, 10 шайб
- Сборная Чехии — 38 игр, 10 шайб
- Чемпионат Швеции — 38 игр, 24 очка (18+6)
- Чемпионат Финляндии — 19 игр, 11 очков (4+7)
- Немецкая вторая лига — 108 игр, 97 очков (34+63)
- Чешская вторая лига — 20 игр, 12 очков (2+12)
- Шведская вторая лига — 6 игр, 9 очков (5+4)
- Всего за карьеру — 750 игр, 230 шайб